# 山口県立田布施農業高等学校大島分校
山口県立田布施農業高等学校大島分校（やまぐちけんりつ たぶせのうぎょうこうとうがっこう おおしまぶんこう）は、山口県大島郡周防大島町小松に所在した農業高等学校。
その所在場所は、山口県立久賀高等学校小松分校（廃校）と同じ場所だった。

## 概要
山口県立田布施農業高等学校（現 山口県立田布施農工高等学校）の分校であった。

## 設置学科
- 園芸生活科

## 所在地
- 〒742-2106 山口県大島郡周防大島町小松91-4

## 沿革
- 1961年（昭和36年）4月 - 開校（全日制園芸科）
- 1962年（昭和37年）4月 - 生活科を設置
- 1994年（平成6年）4月 - 生活科の募集を停止し、生活科学科を設置
- 1997年（平成9年）4月 - 園芸科・生活科学科の募集を停止し、園芸生活科を設置
- 2010年（平成22年）3月31日 - 閉校。